# 骆峪乡
骆峪乡是中国陕西省西安市周至县下辖的一个乡。

## 行政区划
骆峪乡下辖以下行政区：
骆峪村、向阳村、复兴村、新村、神灵村、尚兴村、黄家湾村、红旗村、双合村、韩家山村、串草坡村、碾子坪村